# Пеппербокс

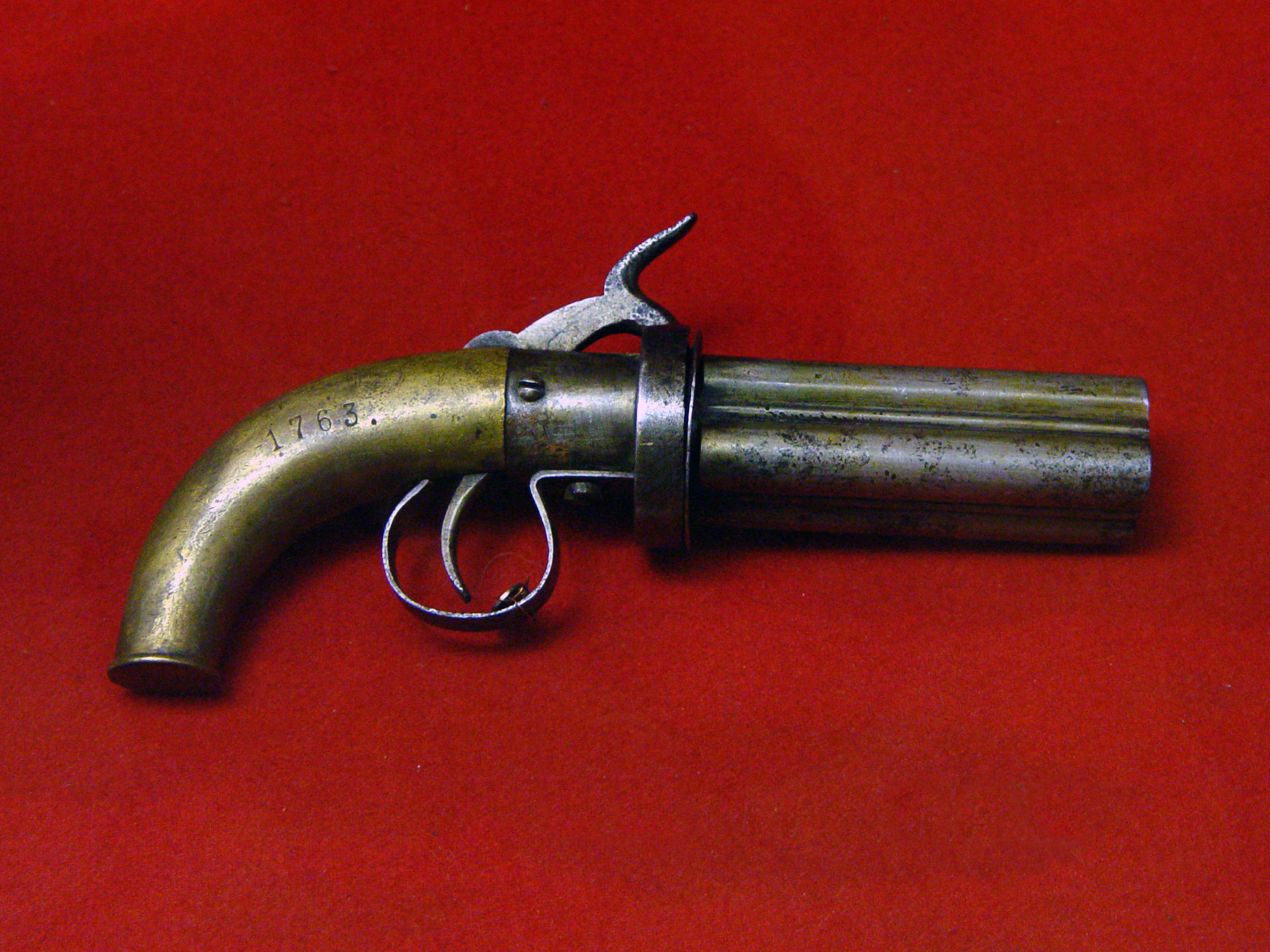
Российский четырёхствольный пистолет-перечница

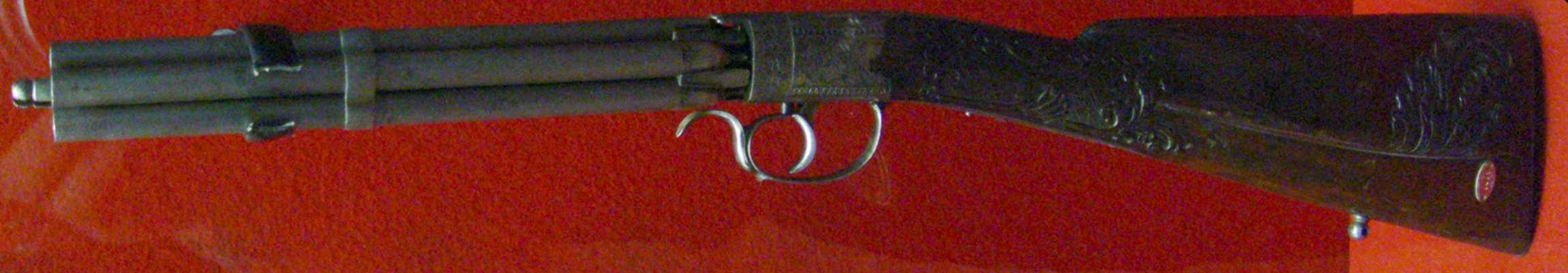
Русский карабин производства Тульского арсенала.

Пеппербокс (также называемый перечницей, что является калькой с английского слова pepperbox, по-немецки назывались «бундельревольвер») — короткоствольное многозарядное огнестрельное оружие с поворотным блоком стволов. Может быть описан как «бесствольный револьвер» в том смысле, что каждая камора барабана также является стволом. Согласно определению ГОСТ 28653-2018, револьвер — «пистолет с вращающимся блоком патронников или стволов».
В отличие от прочего многоствольногo оружия (например дерринджеров) пеппербоксы имели один замок (или ударник).
Некоторые виды оружия, основанные на концепции нескольких стволов, появились ещё в 15 веке. В XVIII веке появились кремневые многоствольные варианты этого оружия. В основном ранние варианты этого оружия были с поворотным блоком стволов, но поворот осуществлялся вручную. Пеппербоксы получили распространение в 1780-х в США и Великобритании и были популярны до 1850—1870-х годов, когда были стремительно вытеснены револьверами. После 1870-х система пеппербокса получила некоторое применение в специализированных видах пистолетов: тайного ношения, подводной стрельбы, травматического действия.
Пеппербокс имел многократное преимущество в темпе стрельбы перед обычными пистолетами того времени, но часто уступал им в дальности стрельбы. Соответственно пеппербоксы получили репутацию оружия ближней дальности стрельбы на расстоянии до 15 метров. Часто пеппербоксы дополнительно оснащались встроенным холодным оружием.

## История

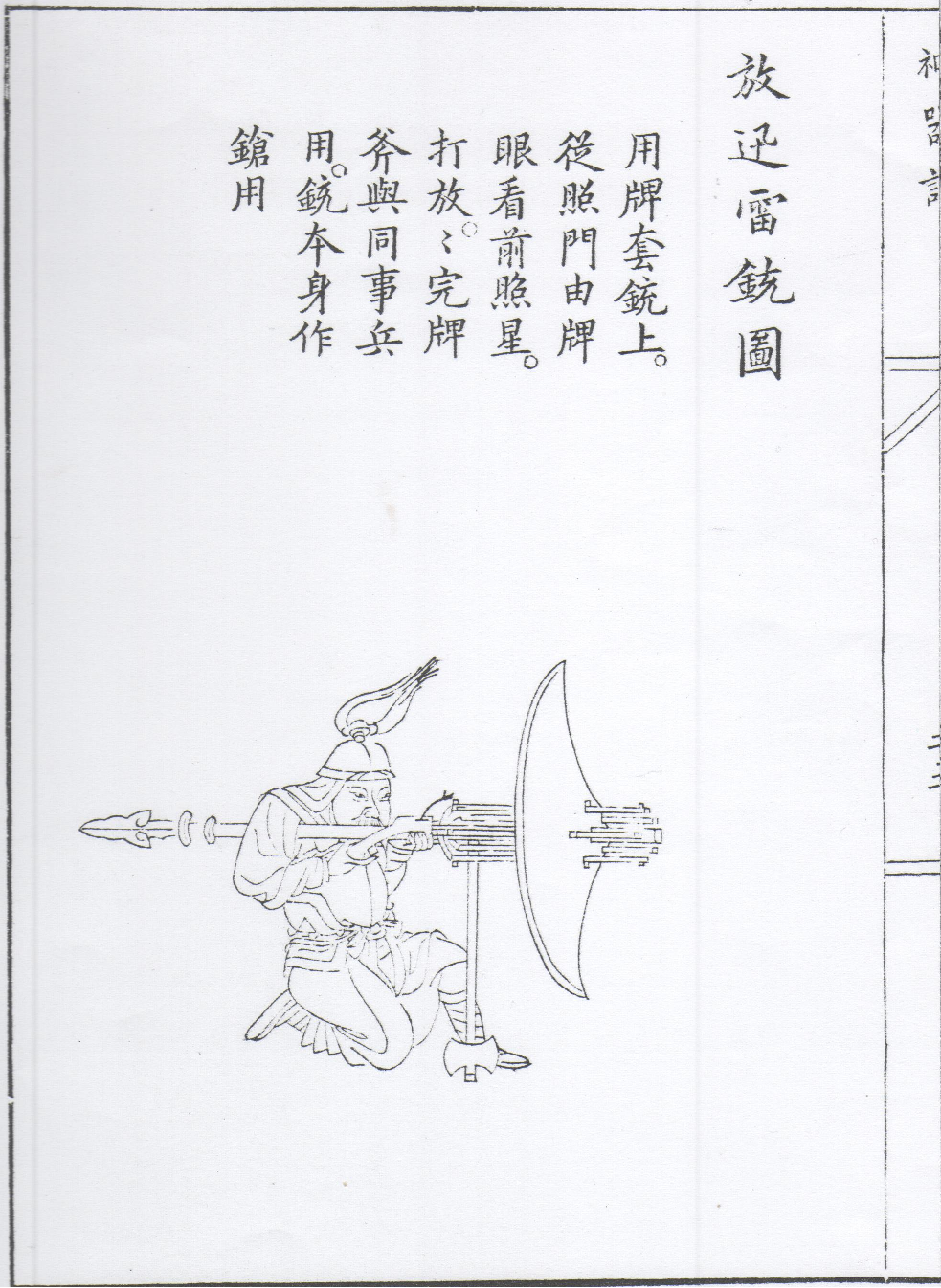
Сюнь Лэй Чонг (Громовое ружье) представляет собой разновидность ружья с фитильным замком, в котором пять стволов ружья собраны в кольцо и закреплены на ложе ружья. При стрельбе ружьё крепится на опоре из топора, а между стрелком и дулом для защиты помещается щит. Это ружье было изобретено Чжао Шичженем во времена династии Мин. После выстрела из одного ствола блок стволов поворачивают вручную на 72°, чтобы совместить второй ствол блока с фитильным замком.

Появление капсюльных замков и технологический прогресс способствовали дальнейшему развитию концепции «повторительного» оружия. Конструкторы искали пути повышения удобства использования пистолетов. Увеличение количества стволов, то есть создание перечниц, было одним из путей развития многозарядного оружия. Перечницы на самом деле являются предшественниками револьверов, но традиционные револьверы оказались более перспективными и со временем практически вытеснили перечницы.

Перечница пережила своего рода «ренессанс» в конце 19 века как короткоствольное оружие, использующее шпилечныe патроны Лефоше. Особым вариантом этого типа оружия, в котором полностью использовался короткий блок стволов, является французский «Револьвер Апаш». Это оружие, предположительно популярное у парижских банд, было оснащено складным ножом и кастетом. Перечницы того периода однажды исчезли с устареванием патронов типа Лефоше.

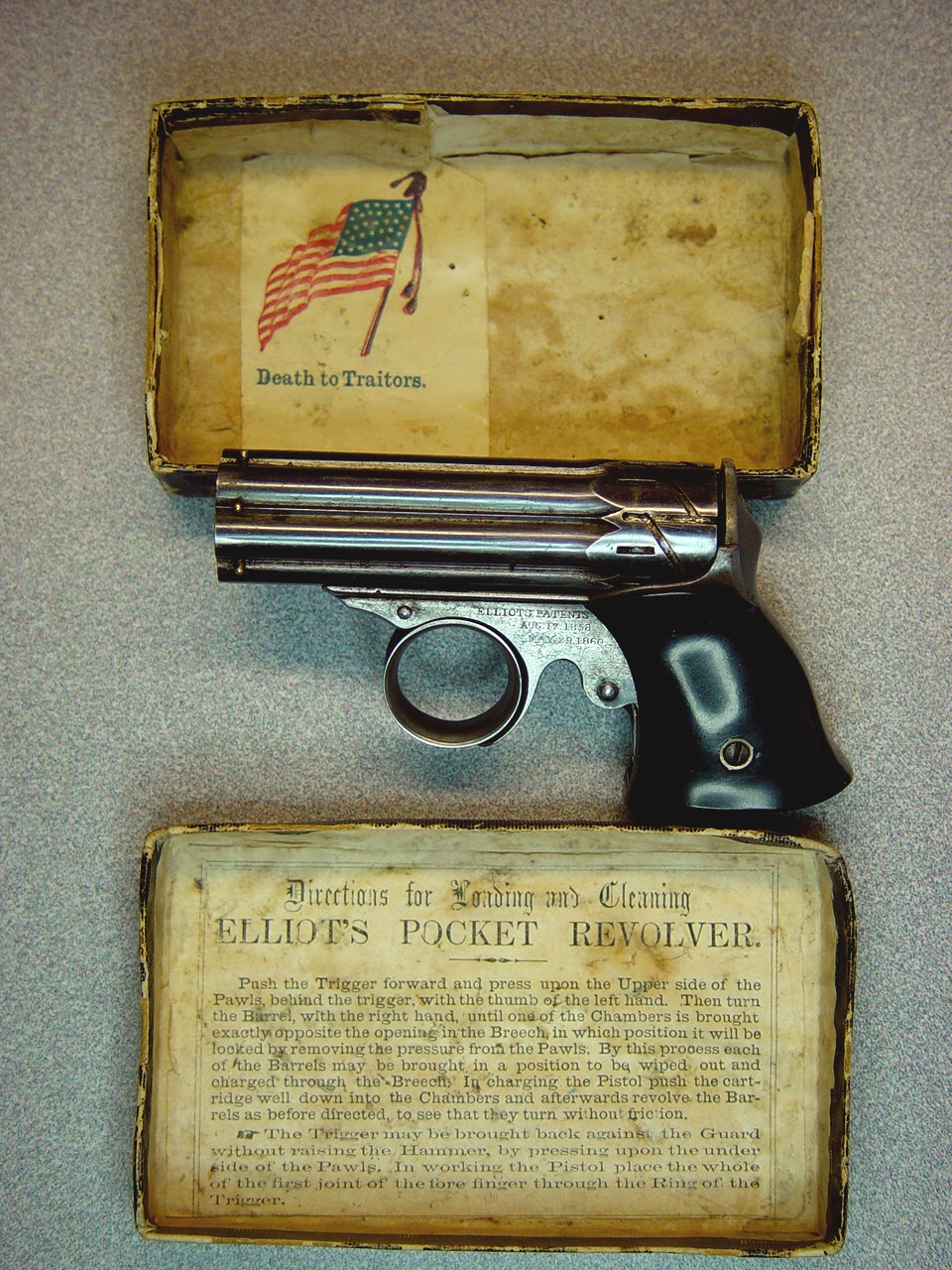
Remington ZigZag derringer выпускавшейся в 1860-х и 1870-х годах.

Четырёхствольный пистолет — дерринджер, разработанный Кристианом Шарпсом, был ещё одной перечницей, дожившей до конца XIX века. Как и другие современные на тот момент пистолеты, в том числе Кольт Тюэр и двухствольный Ремингтон, он имел складной спусковой крючок, который выпадал при взводе курка. Патроны заряжались путем сдвига блока стволов вперед. Впервые он появился в 1859 году и использовался некоторыми солдатами во время Гражданской войны, оставаясь в производстве до 1874 года. После войны он стал популярен на Диком Западе среди шерифов, бандитов и профессиональных картежников, поскольку его небольшой размер позволял сокрытие его в кармане жилета.
Шведский пятиствольный пистолет Feilitzerne — единственный пеппербокс, который рассматривался для использования в армии. В конце 19 века несколько британских офицеров использовали четырёхствольный пистолет Ланкастера вместо стандартных револьверов Бомонта-Адамса и Уэбли, поскольку он имел большую останавливающую способность, более высокую скорострельность и более быструю перезарядку. Эта перечница с наклоняемым стволом, доступная в калибрах до 12 мм (.476; была доступна даже двуствольная версия калибра 14,7 мм (.577)), функционировала аналогично карманному пистолету Sharps: именно ударник вращались, а не стволы.
Одним из наиболее интересных перечниц является шестиствольный Remington Zig-Zag Derringer калибра .22 Short. В отличие от более старых моделей одинарного действия, он имел кольцевой спусковой крючок двойного действия и мог произвести шесть выстрелов с такой скоростью, с которой можно было нажать на спусковой крючок.

## Конструкция
Существуют дульнозарядные так, так и казнозарядные варианты перечниц. В подавляющем большинстве обычных револьверов часть пороховых газов прорывается через щель между барабаном и стволом, то есть часть энергии порохового заряда теряется бесполезно. Горячие газы, прорывающиеся между барабаном и стволом почти во всех других системах револьверов, при неправильном хвате или положении оружия могут серьёзно обжечь пальцы и даже лицо неопытного стрелка. Перечница этого недостатка не имела, но однако означало, что «стволы» если они были длинными делали такое оружие перетежеленным. Поэтому по большей части такое оружие делалось короткоствольным и использовалось в качестве карманного пистолета то есть оружия последнего шанса. По этой причине прицельных приспособлений на таких револьверах зачастую просто не было.

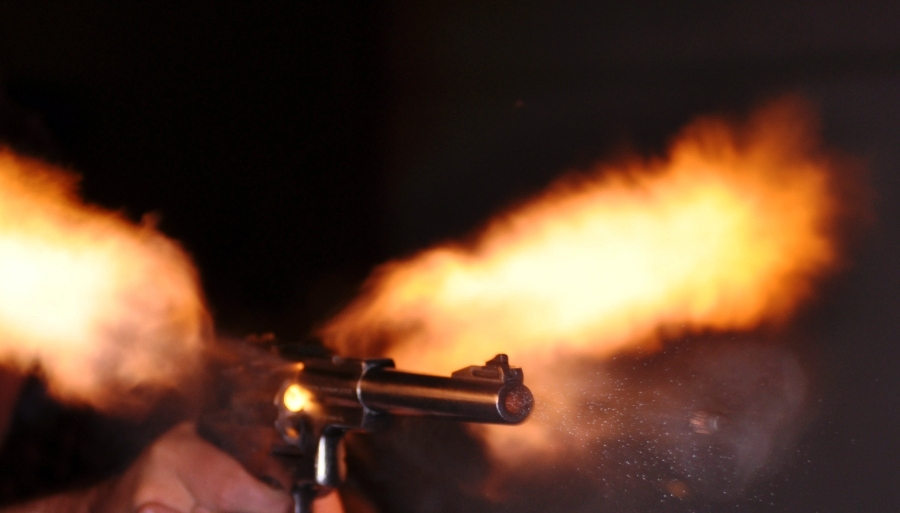
Прорыв пороховых газов между барабаном и стволом.

Интересным вариантом пеппербокса была конструкция запатентованная Рупертусом в 1864 году. Револьвер заряжался через дверцу расположенную на шайбо-образном шитке барабанa, которая представляла собой поворотную деталь с пропилом для курка, которая проворачивалась на 90 градусов и предотвращалa случайный выстрел во время процесса заряжания, а также гарантировалa, что зарядное отверстие не могло открыться и позволить незакрепленному патрону заблокировать барабан во время использования.

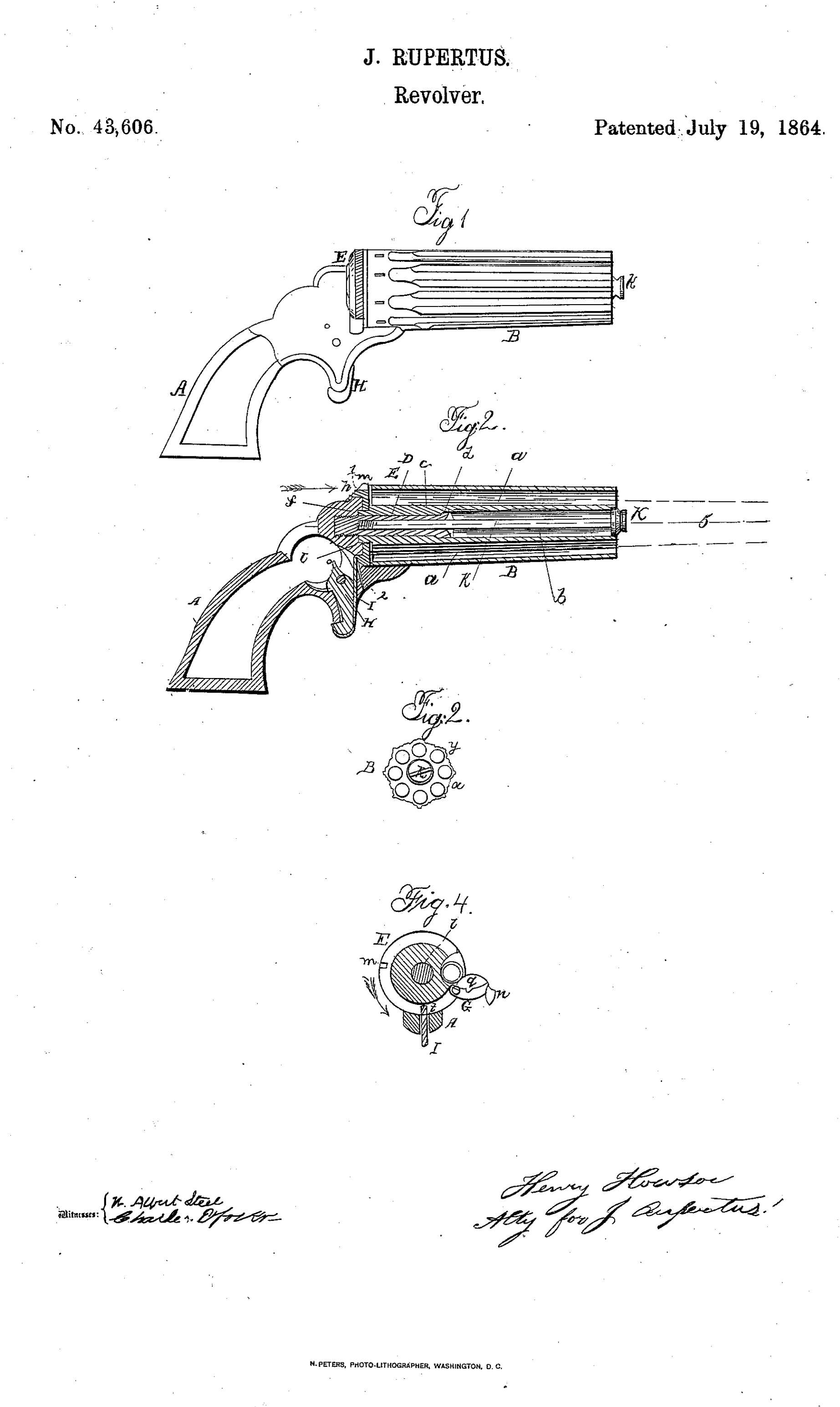
Оригинальные чертежи патента US43606 Джейкоба Рупертуса на карманный револьвер типа «PepperBox». Для приведения револьвера в рабочее состояние необходимо провернуть шайбу (шиток барабана) на 90 градусов по часовой сттрелке. (рис. #4)

Хотя перечницы в основном представляют собой короткоствольное оружие , они также существовали и как ружья.

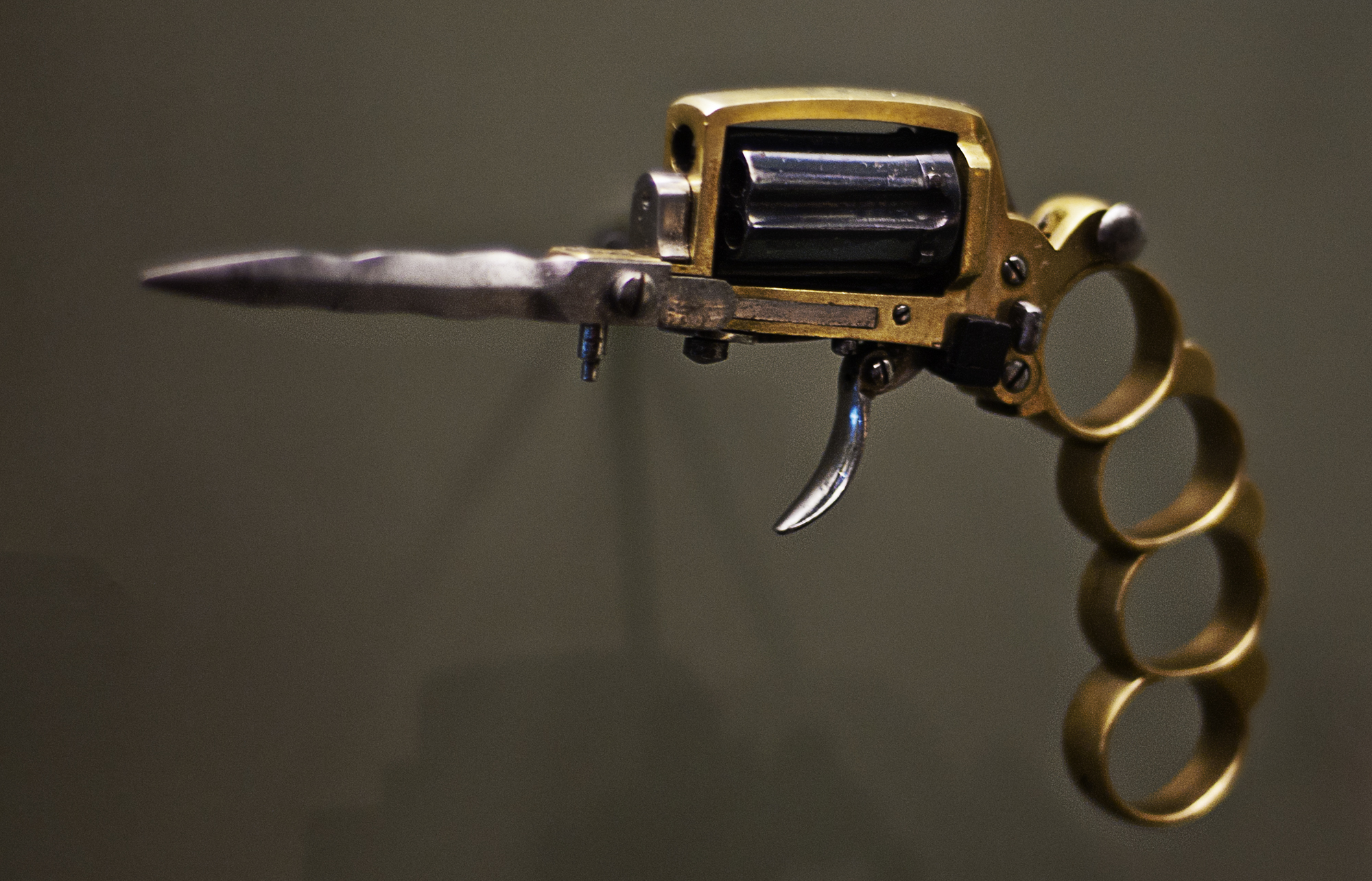
Револьвер Dolne M1869 Apache, Музей Курциуса, Льеж.